# Hà Tiên
Hà Tiên is een thị xã in het zuiden van Vietnam, dat ook wel de Mekong-delta wordt genoemd. Het ligt in de provincie Kiên Giang. Hà Tiên ligt tegen de grens met Cambodja, waarbij phường Đông Hồ en xã Mỹ Đức grenzen aan de grens met Cambodja. Hà Tiên ligt ongeveer 130 kilometer ten zuiden van Phnom Penh, de hoofdstad van Cambodja. De afstand naar Ho Chi Minhstad, de grootste stad van Vietnam, bedraagt ongeveer 240 kilometer. Ho Chi Minhstad ligt ten oosten van Hà Tiên.
De archipel Hải Tặc (Vietnamees: Quần đảo Hải Tặc) behoort ook tot Hà Tiên. De bestuurlijke eenheid op de archipel is xã Tiên Hải.

## Administratieve eenheden van Hà Tiên
- Phường Bình San
- Phường Đông Hồ
- Phường Pháo Đài
- Phường Tô Châu
- Xã Mỹ Đức
- Xã Thuận Yên
- Xã Tiên Hải

## Geboren in Hà Tiên
- Dinh Q. Lê (1968-2024), Vietnamees-Amerikaans kunstfotograaf